# Route I/78 (Slovaquie)
Pour les articles homonymes, voir I78 et Route 78.
La I/78 (en slovaque : cesta I. triedy 78) est une route slovaque de première catégorie reliant Oravský Podzámok à la frontière polonaise. Elle mesure 44,5 km.

## Tracé
- Région de Žilina
  - Oravský Podzámok
  - Hruštín
  - Babín
  - Lokca
  - Námestovo
  - Zubrohlava
  - Rabča
  - Oravská Polhora
- Pologne 945